# Straż przyboczna generała Korniłowa
Straż przyboczna generała Korniłowa (ros. Конвой генерала Корнилова) – pododdział wojskowy Białych podczas wojny domowej w Rosji.
Od sierpnia 1917 r. Tekiński Pułk Kawalerii ochraniał więzienie w Bychowie, gdzie byli zamknięci przywódcy buntu korniłowskiego. Po rewolucji październikowej, kiedy 19 listopada wypuszczono ich na wolność, gen. Ławr G. Korniłow postanowił przeprowadzić nad Don tych żołnierzy pułku, którzy wyrazili na to zgodę. Zgłosiło się początkowo 24 oficerów i ok. 400 szeregowych, a także 2 oficerów Batalionu Giergijewskiego. Na ich czele stanął płk N.P. von Kliugelgen. Część oficerów i żołnierzy szybko jednak zrezygnowała. Pozostali w nocy z 19 na 20 listopada ruszyli nad Don. Marsz odbywał się z dużymi trudnościami. Brakowało amunicji i wyposażenia wojskowego. 27 listopada pod wsią Piescianiki doszło do walki z oddziałem bolszewickim wspartym przez pociąg pancerny. Pułk został rozbity. 3 oficerów i 264 żołnierzy pułku dostało się do niewoli. Ocaleni podzielili się na 2 małe oddziały. Jeden z nich ruszył na zachód, zaś drugi z gen. Ł.G. Korniłowem (11 oficerów i 32 szeregowych) zgrupował się we wsi Pohar, skąd udał się nad Don. Kiedy dotarł do Kijowa został jednak rozformowany. W styczniu 1918 r. do Nowoczerkaska dotarło ostatecznie 10 oficerów i pluton żołnierzy. Do nowo formowanej Armii Ochotniczej wstąpiło jedynie 7 lub 8 „tekińców”. Utworzyli oni straż przyboczną gen. Ł.G. Korniłowa, biorąc udział od pocz. lutego w 1 Kubańskim (Lodowym) Marszu. Dowództwo pododdziału objął wówczas płk Grigoriew. Krótko po śmierci gen. Ł.G. Korniłowa podczas szturmu Jekaterynodaru 13 kwietnia, oddział rozformowano. Większość „tekińców” powróciła w rodzinne strony do Azji Środkowej.